# トニシオ・バイフ
トニシオ・バイフ（Tonisio Vaihu、1991年2月12日 - ）は、ジャパンラグビーリーグワン三菱重工相模原ダイナボアーズ所属するラグビーユニオン選手。

## プロフィール
- ニュージーランド・オークランド出身。
- ポジションはセンター(CTB)。
- 身長 177 cm、体重 108 kg
- ニックネームはToni。
- トンガサムライXVスコッドに選ばれたことがある[1]。
- 7人制日本代表に選ばれたことがある[2]。
- U20日本代表に選ばれたことがある[3]。

## 略歴
7歳からラグビーを始めた。
2010年、日本航空石川卒業後、天理大学に入る。なお日本航空石川時代、高校日本代表に選ばれたことがある。
2014年、天理大学卒業後、神戸製鋼コベルコスティーラーズ(現・コベルコ神戸スティーラーズ)に加入。同年9月13日に行われたジャパンラグビートップリーグ第4節のNTTドコモレッドハリケーンズ戦に途中出場で公式戦初出場を果たす。
2020年、宗像サニックスブルースに加入。
2021年、NTTドコモレッドハリケーンズ大阪に加入。
2023年、三菱重工相模原ダイナボアーズに加入。